# Plazmová zbraň
Plazmové zbraně jsou častou rekvizitou ve sci-fi a v akčních hrách se sci-fi tematikou (například Doom nebo Unreal Tournament).
Zbraň používající jako „střelivo“ plazma v praxi neexistuje, protože vyslání přímočarého paprsku plazmatu je za dnešních podmínek a při současné podobě zbraní (zvláště ručních) neproveditelné. Plazma je ionizovaný plyn, jehož šíření lze jen obtížně kontrolovat. Elektromagnety, které kontrolují plazma například v termojaderném reaktoru, mají velikost budovy.
Probíhá však výzkum použití plazmatu pro střelbu klasických projektilů. Vysoce přehřáté plazma slibuje ve srovnání s plyny vzniklými spálením běžných střelivin vyšší teplotu a tedy i vyšší úsťovou rychlost projektilů.

## Plazmové zbraně v kultuře

### Počítačové hry
V sérii počítačových her Doom se vyskytují zpravidla dvě plazmové zbraně: plazmová puška a BFG 9000 (Big F*cking Gun). Plazmová puška je velice účinná na střední a malé vzdálenosti, na větší vzdálenosti její účinnost klesá a to díky tomu, že cíl obvykle stačí uhnout nepříliš rychle letícím střelám. Každá střela obvykle zraňuje v rozmezí 5–30% zdraví, jako munici používá energetické články. Plazmová puška se také vyznačuje vysokou kadencí, tedy dokáže za krátkou dobu způsobit vysoká poškození, ale také vypotřebovat spoustu energetických článků. BFG 9000 naproti tomu plazma vystřeluje jako jeden velký zničující výboj plazmatu.
Ve hře UFO: Enemy Unknown jsou plazmové zbraně příkladem okopírované mimozemské technologie – vlastnosti mají obdobné jako zbraně klasické, jen jejich účinnost je vyšší.
V sérii Master of Orion jsou plazmové zbraně zbraňové systémy s krátkým dostřelem, ale vysokou účinností.
Dále se plazmové zbraně vyskytují např. v titulech Quake, Fallout, Wing Commander nebo Half Life 2.